# Torchic
Torchic (japanski: アチャモ Achamo) jedan je od 1025 fiktivnih vrsta Pokémona iz medijske franšize Pokémon, skupa Pokémon videoigara, animiranih serija, manga stripova, knjiga, igraćih karata i drugih medija kojima je tvorac Satoshi Tajiri. Svrha je Torchica u videoigrama, animiranoj seriji i manga stripovima, kao i svrha ostalih Pokémona, borba s divljim Pokémonima – neukroćenim stvorenjima koje igrači i likovi pronalaze dok kreću na razne avanture – i pripitomljenim Pokémonima drugih Pokémon trenera.
Ime "Torchic" kombinacija je engleskih riječi "torch" = baklja, i "chick" = pile. Torchicovo japansko ime glasi Achamo, i kombinacija je japanskih riječi "aka" = beba, i "shamo" = vrsta japanske ptice, prvotno uzgajana za borbu i lov. 

## Biološke karakteristike
Torchic je maleno, nespretno pile, sa žućkastim čupercima perja oko vrata (koji su zapravo ostatci zakržljalih krila) i tri žuta pera na vrhu glave. Tijelo mu je prekriveno gustim, mekanim paperjem narančaste boje. Često skakuće za svojim trenerom polaganim, nespretnim skokovima, kako bi naučio pravilno hodati. Iako je njegov izgled nevin, simpatičan i bezopasan, Torchic može biti opasan i žestok borac, često ostavljajući svoje protivnike spržene od snažne vatre koju je sposoban bljuvati.
Torchic nema razvijena krila, te iz tog razloga ne može letjeti; ali, kako se Torchic razvija u svoje kasnije stadije, Combuskena i Blazikena, na mjesto zakržljalih krila izrast će snažne ruke s opakim kandžama, čineći ga žestokim protivnikom. Torchic ne voli tamu jer ga čini depresivnim iz razloga što mu onemogućuje da vidi okolinu, unatoč njegovoj vještini u Vatrenim napadima. Torchic, poput Ninetalesa i Flareona, ima malenu plamenu vrećicu smještenu pokraj želuca koja je konstantno ispunjena snažnim plamenom, dopuštajući im da svojim trenerima doslovno daju "tople zagrljaje". Ovaj moćni plamen služi Torchicu kao streljivo u borbi; kada je napadnut, može uzvratiti snažnim vatrenim loptama koje dosižu temperaturu od preko 980 °C, često ostavljajući protivnike crne i spržene.

## U videoigrama
Jedan od dosljednih aspekata svih Pokémon igara – od Pokémon Red i Blue za Nintendo Game Boy, do igara Pokémon Diamond i Pearl za Nintendo DS konzole – izbor je tri različita Pokémona na početku igračeve avanture; ta tri Pokémona etiketirana su kao Početni (ili starter) Pokémoni. Igrač može birati između Vodenog, Vatrenog ili Travnatog Pokémona, autohtonog za to područje; iznimka od ovog pravila je Pokémon Yellow (remake verzija prvotnih igara koja prati priču Pokémon animirane serije), gdje igrač dobiva Pikachua, Električnog miša, poznatog po tome što je maskota Pokémon medijske franšize.
Torchic je Vatreni izbor početnog Pokémona u Pokémon Ruby, Pokémon Sapphire i Pokémon Emerald videoigrama za Nintendo Game Boy Advance konzole. Iako je birajući Torchica, težina igre namještena je na "Teško", iz razloga što biranje Treeckoa ili Mudkipa čini rano napredovanje u igri mnogo lakšim, pogotovo u prvoj Dvorani koju vodi Roxanne, Pokémon trenerica Kamenih Pokémona na koje je Torchic posebno slab, a Kameni Pokémoni imaju otpornost na Vatrene napade, on je ipak jedan od omiljenijih izbora u Ruby, Saphire i Emerald zbog rijetkosti dobrih vatrenih pokemona a i zbog njegovih evolucija, Combuskena i Blazikena, koji dobiju dodatni borbeni tip zbog čega su korisni i protiv kamenih i mračnih Pokémona.
Doduše, Torchic je jedini Vatreni Pokémon dostupan od grada Littleroota do Vatrenog puta. Travnati Pokémoni, Pokémoni koji su najčešće životinje s umiješanim elementima biljnih vrsta, kao što su Oddish, Lotad i Seedot popularni su u samom početku svih Pokémon videoigara, dajući Torchicu definitivnu prednost nad njima. Torchic prolazi kroz evoluciju, metamorfoznu promjenu unutar Pokémona uzrokovanu stjecanjem iskustva u borbi, dvaput. Evoluira u Combuskena na 16. razini, te kasnije u Blazikena na 36. razini.
Iako se Torchicu pripisuju mnoge karakteristike ptica, nikada nije bio svrstan u grupu Letećih Pokémona, čineći njegove Leteće napade poput Kljucanja (Peck) i Zrcalnog kretanja (Mirror Move) slabijim u usporedbi s njegovim Vatrenim napadima; Torchic je Vatreni Pokémon, te je logično da su napadi jednakog tip kao i njegova vrsta jači od drugih. Torchica se često smatra Letećim Pokémonom, kao i njegov razvijeni oblik, Combuskena.

## U animiranoj seriji
U Pokémon animiranoj seriji, May – Ashova prijateljica koja mu pravi društvo tijekom Advanced Generation epizoda – bira Torchica kao svog početnog Pokémona jer ga smatra najslađim. Mayin mladi Torchic veoma je razigran i zabavan; zbog njegovog ljupkog izgleda, May je izbjegavala koristiti ga u Pokémon Izložbama, (izložbe slične izložbama pasa u kojem se testiraju borbene sposobnosti Pokémona kao i njihov izgled) preferirajući Skitty, Bulbasaura i Squirtlea zbog njihove superiorne snage. Kada Torchic komunicira s ostalim likovima iz Pokémon animirane serije, glasa se posebnim jezikom za svoju vrstu, koji je sastavljen od slogova "Tor" i "Chic".
Mayin Torchic prvi se put pojavio u epizodi 277, u kojoj su se prvi put prikazali likovi May i Profesora Bircha. U epizodi 355, Mayin Torchic razvio se u Combuskena kako bi obranio Ashovog Corphisha od hrpe Brelooma. Combusken se kasnije razvio u Blazikena u epizodi 467. Tim Raketa pokušao je ukrasti grupu Pokémona koji su pripadali Pokémon koordinatorima, ali ih je zaustavio Mayin Combusken koji se tada razvio. May je upotrijebila svog Blazikena u velikom finalu Izložbe protiv Ashovog Sceptilea, iako je borba ma kraju bila neodlučena. Ash i May su oboje proglašeni pobjednicima, prije nego što je May otišla prisustvovati na Johto Grand Festivalu.
Još se jedan Torchic pojavio u epizodi 310. Na Torchica je pazila Sestra Joy. Kada je morala napustiti Pokémon Centar, Ashovi Pokémoni nisu mogli kontrolirati agresivnog Torchica, što je rezultiralo njegovim evoluiranjem u Combuskena; kada se Sestra Joy vratila, Combusken je zaustavio Tim Raketa koji su pokušali ukrasti Wailorda, te je na kraju ostao u Pokémon Centru kako bi ga štitio.